# گمینا رکی
گمینا رکی (به لهستانی:  Gmina Ryki) یک گمینا در لهستان است که در شهرستان رکی واقع شده‌است. گمینا رکی ۱۶۱٫۸ کیلومتر مربع مساحت و ۲۰٬۵۰۴ نفر جمعیت دارد.